# Modern style (Irène Frain)
Modern style est un roman d'Irène Frain publié en 1984.

## Résumé
Madeleine a 17 ans, elle est la fille d’un notable de Saumur et elle s’ennuie dans cette petite ville. En 1913, elle fugue avec Léa, sa femme de chambre. Elles se retrouvent à Paris.
Sa famille, ne fait rien pour la retrouver car son père sait que ce n’est pas sa fille, sa femme l’ayant trompé. Il n’a jamais rien dit par peur du scandale mais sa fugue est une bonne chose pour lui car cela va lui permettre de ne plus avoir à s’occuper d’elle.
Dès leur arrivée sur place, les officiers de cavalerie qui les avaient attirées les laissent tomber. Ce qui les laisse sans argent. Heureusement pour elles, le comte d’Esprées les repère et décide qu’il va transformer ces 2 provinciales en vraies cocotes parisiennes. Il les habille chez le couturier le plus en vue de l’époque et les installe dans leurs meubles.
Il va même jusqu’à leur trouver de nouveaux noms et Madeleine devient Soyeuse, Léa devient Liane. C’est une beauté blonde qui séduit tous les hommes. Son amie lui ressemble beaucoup, mais en brune. De caractère, elles n’ont rien à voir et alors que Soyeuse ne se laisse pas séduire par d’Esprées, malgré tout ce qu’il fait pour elle, tandis que son amie devient sa maitresse.
Elle sait que cela ne durera pas toujours et elle économise sur ce qu’il lui donne, achète des bons du trésor et se débrouille pour multiplier les bijoux reçus, pour ne jamais être sans argent.
À l’inverse, Soyeuse refuse les bijoux de ses admirateurs. Elle se lance dans le théâtre et devient vite célèbre. C’est ainsi que la rencontre Steve, un jeune américain, envoyé par sa famille en France avant de retourner pour prendre la tête des entreprises familiales. Ils deviennent amants, mais Soyeuse, qui ne peut s’attacher, finit par lui briser le cœur.
C’est ainsi que l’on arrive en aout 1914 et que Steve, alors qu’il est étranger, s’engage dans l’aviation pour prendre part à la guerre, pour oublier Soyeuse. En 1917, il est blessé gravement et doit suivre une longue convalescence l’empêchant de retourner au front.
Il va alors à nouveau rencontrer Soyeuse et comme a séduit un de ses amis, il veut essayer de le protéger ce qui l’amène à aller à une fête donnée en son honneur dans un château de province.
Au cours de la fête, son ami, fou de rage contre elle, va lui tirer dessus.
Ils décident alors avec tous ceux présents d’étouffer l’affaire, après tout, on est en pleine guerre et il a agi dans un état second. 
Ils ne vont pas se revoir pendant des années jusqu’à ce qu’il reçoive un message de son ami qui doit passer pour ses affaires en Amérique. Ils se revoient et décide de retourner en France pour passer du bon temps. Son ami doit se marier et il le rejoindra plus tard, après son retour de voyage de noces.
Les choses ne se passent pas comme prévu car, lors de leur voyage, il revoit une femme qui est le sosie de Soyeuse et il se sent persécuté. Il perd alors la tête et finit dans une maison de repos.
Sa femme fait alors appel à Steve pour lui prouver que ce n’est pas le fantôme de Soyeuse qui le poursuit. Il va alors partir à la recherche de toutes les personnes présentes à la fête qui s’est terminée par la mort de Soyeuse. 
Ses recherches ne sont pas innocentes car on trafique sa voiture, ce qui aurait pu lui coûter la vie. Il faut dire que les choses ne se sont pas passées comme il pensait à la fameuse fête. Si son ami a bien tiré sur Soyeuse, il ne l’a même pas touchée, en revanche, elle s’est bien effondrée. Elle avait en effet été empoisonnée par son mari qui savait qu’elle allait le quitter et qui ne pouvait pas le supporter.
Si son ami pense voir Soyeuse, alors qu’elle est morte 8 ans plus tôt, c’est que Liane, jouant sur sa ressemblance, fait tout faire pour lui ressembler encore plus. Elle s’est teint les cheveux et a pris ses attitudes, ses manies... Elle espère ainsi conquérir l’ancien marie de Soyeuse, qu’elle a toujours aimée. 
Elle y réussit si bien, qu’avant de mourir d’un mal incurable, il l’épouse et en fait légalement la mère de l’enfant qu’il a eu il y a 9 ans avec Soyeuse. C’est ainsi qu’elle peut hériter de l’immense fortune qu’il s’est faite en faisant des affaires pendant la guerre.